# Вилхелм VII (Аквитания)
Вилхелм VII Орел или Храбри (на френски: Guillaume l’Aigret; le Hardi, на немски: Wilhelm VII, der Adler, der Kühne, кръстен Петер; * 1023, † есента 1058) от род Рамнулфиди, е херцог на Аквитания и като Вилхелм V граф на Поату от 1039 г. до смъртта си. Той наследява полубрат си Одо след неговата смърт.

## Живот
Гийом е третият син на херцог Гийом V Велики († 30 януари 1030), най-големият от неговия трети брак с Агнес Бургундска (* 995, † 10 ноември 1068), дъщеря на Ото Вилхелм, граф на Бургундия (Иврейска династия). Той е зет на император Хайнрих III, който е женен за неговата сестра Агнес Поатиенска.
По времето на неговото управление майка му Агнеса Бургундска се омъжва за втори път на 1 януари 1032 г. за Годфроа II Мартел, граф на Анжу. Този брак не е успешен и завършва с развод (в 1049 – 1052). Годфроа II Анжу обаче не желае да върне обратно на Гийом териториите получени чрез брака с Агнес Бургундска (през 1049/1052). Гийом VII започва против него военни действия. Той обсажда главния град на Анжу – Сомюр, но умира под стените му от дизентерия.

## Брак и деца
Гийом VII се жени за Ермезинда от Лонгви († сл. 1058). Те имат две дъщери:
- Клеменция (* 1046/1059, † сл. 1129), омъжва се I. за Конрад I, граф на Люксембург, и II. след 1086 г. за Герхард I († 1129), Дом Васенберг), граф на Гелдерн
- Агнес (* 1052, † сл. 18 юни 1089), омъжва се I. за Рамиро I крал на Арагон, и II. за граф Петер II Савойски